# MLB All-Star Game 1988
MLB All-Star Game 1988 – 59. Mecz Gwiazd ligi MLB, który odbył się 12 lipca 1988 roku na Riverfront Stadium w Cincinnati. Mecz zakończył się zwycięstwem American League All-Stars 2–1. Spotkanie obejrzało 55 837 widzów. Najbardziej wartościowym zawodnikiem został wybrany Terry Steinbach z Oakland Athletics, który zdobył home runa i zaliczył sacrifice fly.

## Wyjściowe składy
| American League | American League  | American League | American League | National League | National League   | National League | National League |
| #               | Zawodnik         | Klub            | Pozycja         | #               | Zawodnik          | Klub            | Pozycja         |
| --------------- | ---------------- | --------------- | --------------- | --------------- | ----------------- | --------------- | --------------- |
| 1               | Rickey Henderson | Yankees         | CF              | 1               | Vince Coleman     | Cardinals       | LF              |
| 2               | Paul Molitor     | Brewers         | 2B              | 2               | Ryne Sandberg     | Cubs            | 2B              |
| 3               | Wade Boggs       | Red Sox         | 3B              | 3               | Andre Dawson      | Cubs            | CF              |
| 4               | José Canseco     | Athletics       | LF              | 4               | Darryl Strawberry | Mets            | RF              |
| 5               | Dave Winfield    | Yankees         | RF              | 5               | Bobby Bonilla     | Pirates         | 3B              |
| 6               | Cal Ripken Jr.   | Orioles         | SS              | 6               | Will Clark        | Giants          | 1B              |
| 7               | Mark McGwire     | Athletics       | 1B              | 7               | Gary Carter       | Mets            | C               |
| 8               | Terry Steinbach  | Athletics       | C               | 8               | Ozzie Smith       | Cardinals       | SS              |
| 9               | Frank Viola      | Twins           | P               | 9               | Dwight Gooden     | Mets            | P               |

| American League                                                                                           | 0 | 0 | 1 | 1 | 0 | 0 | 0 | 0 | 0 | 2 | 6 | 2 |
| National League                                                                                           | 0 | 0 | 0 | 1 | 0 | 0 | 0 | 0 | 0 | 1 | 5 | 0 |
| WP: Frank Viola (1–0) LP: Dwight Gooden (0–1) SV: Dennis Eckersley (1) Home runy: AL: Terry Steinbach (1) |   |   |   |   |   |   |   |   |   |   |   |   |

## Składy
| Miotacze - David Cone (1) - Mark Davis (1) - Dwight Gooden (4) - Kevin Gross (1) - Orel Hershiser (2) - Bob Knepper (2) - Greg Maddux (1) - Bob Walk (1) - Todd Worrell (1) Łapacze - Gary Carter (11) - Lance Parrish (7) |  | Wewnątrzpolowi - Bobby Bonilla (1) - Will Clark (1) - Shawon Dunston (1) - Andrés Galarraga (1) - Barry Larkin (1) - Vance Law (1) - Gerald Perry (1) - Chris Sabo (1) - Ryne Sandberg (5) - Ozzie Smith (8) - Robby Thompson (1) Zapolowi - Vince Coleman (1) - Andre Dawson (5) - Willie McGee (4) - Rafael Palmeiro (1) - Darryl Strawberry (5) - Andy Van Slyke (1) |  | Menadżer - Whitey Herzog Trenerzy - Roger Craig - Buck Rodgers Honorowy kapitan - Willie Stargell |

| Miotacze - Doyle Alexander (1) - Roger Clemens (2) - Dennis Eckersley (3) - Mark Gubicza (1) - Doug Jones (1) - Dan Plesac (2) - Jeff Reardon (3) - Jeff Russell (1) - Frank Viola (1) Łapacze - Tim Laudner (1) - Terry Steinbach (1) |  | Wewnątrzpolowi - Wade Boggs (4) - George Brett (13) - Gary Gaetti (1) - Ozzie Guillén (1) - Carney Lansford (1) - Don Mattingly (5) - Mark McGwire (2) - Paul Molitor (3) - Johnny Ray (1) - Harold Reynolds (2) - Cal Ripken Jr. (6) - Kurt Stillwell (1) - Alan Trammell (5) Zapolowi - José Canseco (2) - Mike Greenwell (1) - Rickey Henderson (8) - Kirby Puckett (3) - Dave Winfield (12) |  | Menadżer - Tom Kelly Trenerzy - Tom Trebelhorn - Bobby Valentine Honorowy kapitan - Bobby Doerr |

- W nawiasie podano liczbę powołań do All-Star Game.